# François Nicolas Benoît Haxo
Pour les articles homonymes, voir Haxo.
François-Nicolas-Benoît Haxo, né le 24 juin 1774 à Lunéville et mort le 25 juin 1838 dans l'ancien 1er arrondissement de Paris au no 362 de la rue Saint-Honoré, est un ingénieur militaire et général français de la Révolution et de l’Empire. Cet homme méticuleux a acquis la célébrité au siège d'Anvers en 1832. Il a été comparé à Vauban de par les nombreux sièges victorieux auxquels il a contribué et du fait de ses innovations en matière de fortification.

## Biographie
Fils de Nicolas Benoît Haxo, conseiller du roi, et de Marie Catherine Hurtevin dit Montauban, il est le neveu du général Nicolas Haxo et de Richard Mique. Son père est le cousin du député François Haxo. Il embrasse de bonne heure le métier des armes. Il sort lieutenant de mineurs de l'École d'artillerie et du génie de Châlons-sur-Marne en 1793 et peu après passe capitaine du génie dans l'Armée du Rhin en 1794. Son avancement se fait ensuite plutôt lentement au regard de ses compétences remarquables. En 1796, il suit les cours de l'École polytechnique,, mais n'est pas polytechnicien. En 1801, il devient chef de bataillon à la suite de la prise du fort de Bard par l'armée d'Italie.
C'est lui qui introduit le premier l’emploi des courbes horizontales équidistantes, pour représenter le relief du terrain, technique qui a fait faire de rapides progrès aux cartes d'état-major. Il est en 1807 à Constantinople dont il est chargé d'améliorer la défense, et va ensuite en Italie sous le général Chasseloup-Laubat. En 1809, il commande un bataillon d'attaque au siège de Saragosse et donne de telles preuves d'habileté que Napoléon Ier le nomme colonel. Appelé à l'armée d'Allemagne il mérite à Wagram la croix d'officier de la Légion d'honneur. Renvoyé en Espagne, il est chargé de la direction des travaux aux sièges de Lérida et de Mequinenza, y montre autant de zèle que de talent et est promu au grade de général de brigade le 23 juin 1810. Rentré bientôt en France, il est attaché à l'état-major de l'Empereur et l'accompagne comme aide de camp dans la campagne de Russie. Le 23 juin 1812, il est seul avec Napoléon lorsque celui-ci, prenant la capote et le bonnet d'un chevau-léger polonais, reconnaît les bords du Niémen et les hauteurs de Kowno.
Le général Haxo se distingue à la bataille de Moguilev et manque d'être pris en cherchant à rallier le 3e chasseurs qui a été surpris par une nuée de cosaques. Il est promu quatre mois après au grade de général de division le 5 décembre 1812. En 1813, l'Empereur lui confie le commandement du génie de la Garde impériale. En juin, il met la ville de Hambourg en état de soutenir un siège. Après la bataille de Dresde, il suit en Bohême Vandamme qui, avec le 1er corps, cherche à faire mettre bas les armes à un corps de 40 000 hommes. Le 30 août, à la bataille de Kulm, le général Haxo est blessé et fait prisonnier avec les généraux Vandamme et Guiot du Repaire. Il ne rentre en France qu'à la Première Restauration.
II commande le génie dans la Garde royale lors du retour de l'Empereur. Il se trouve à la bataille de Waterloo, suit l'armée sur la Loire et vient à Paris avec Kellermann et Gérard demander au gouvernement provisoire que l'armée reste réunie tant qu'il y a un étranger sur le sol français, que nul employé civil ou militaire ne soit destitué et que personne ne soit inquiété pour ses opinions. Ces demandes sont rejetées, mais Haxo n'en fait pas moins sa soumission aux Bourbons. En 1815, il est licencié sous la Restauration, puis fait partie du conseil de guerre appelé en 1816 à juger le général Lefebvre-Desnouettes conformément à l'ordonnance du 24 juillet 1815, et le condamne à mort par contumace. En 1819, il est réintégré comme inspecteur général des fortifications frontalières (Grenoble, Besançon, Dunkerque, Saint-Omer, Sedan, Fort l'Écluse, Belfort, Bitche).

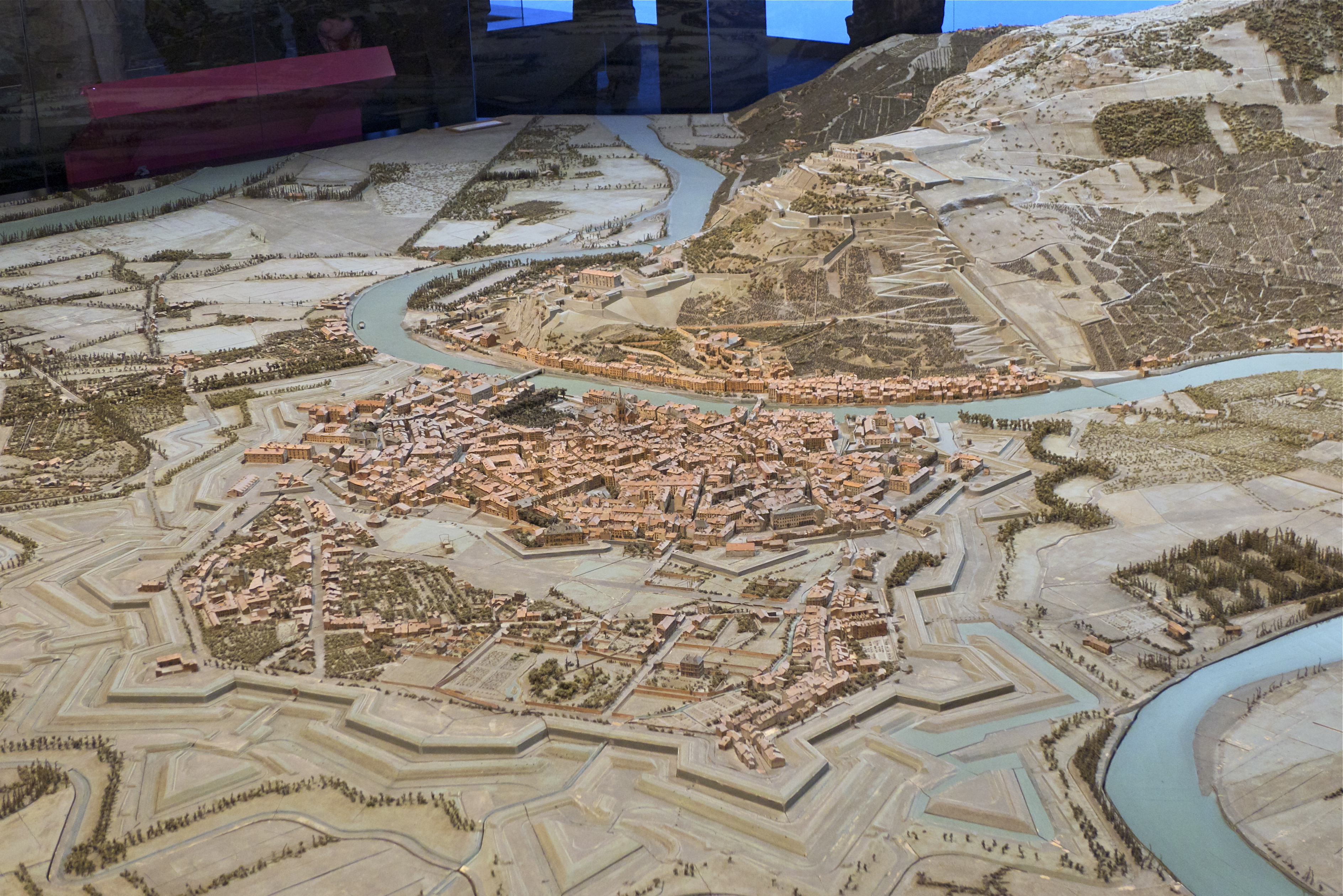
Plan-relief de Grenoble avec les fortifications réalisées par Haxo.

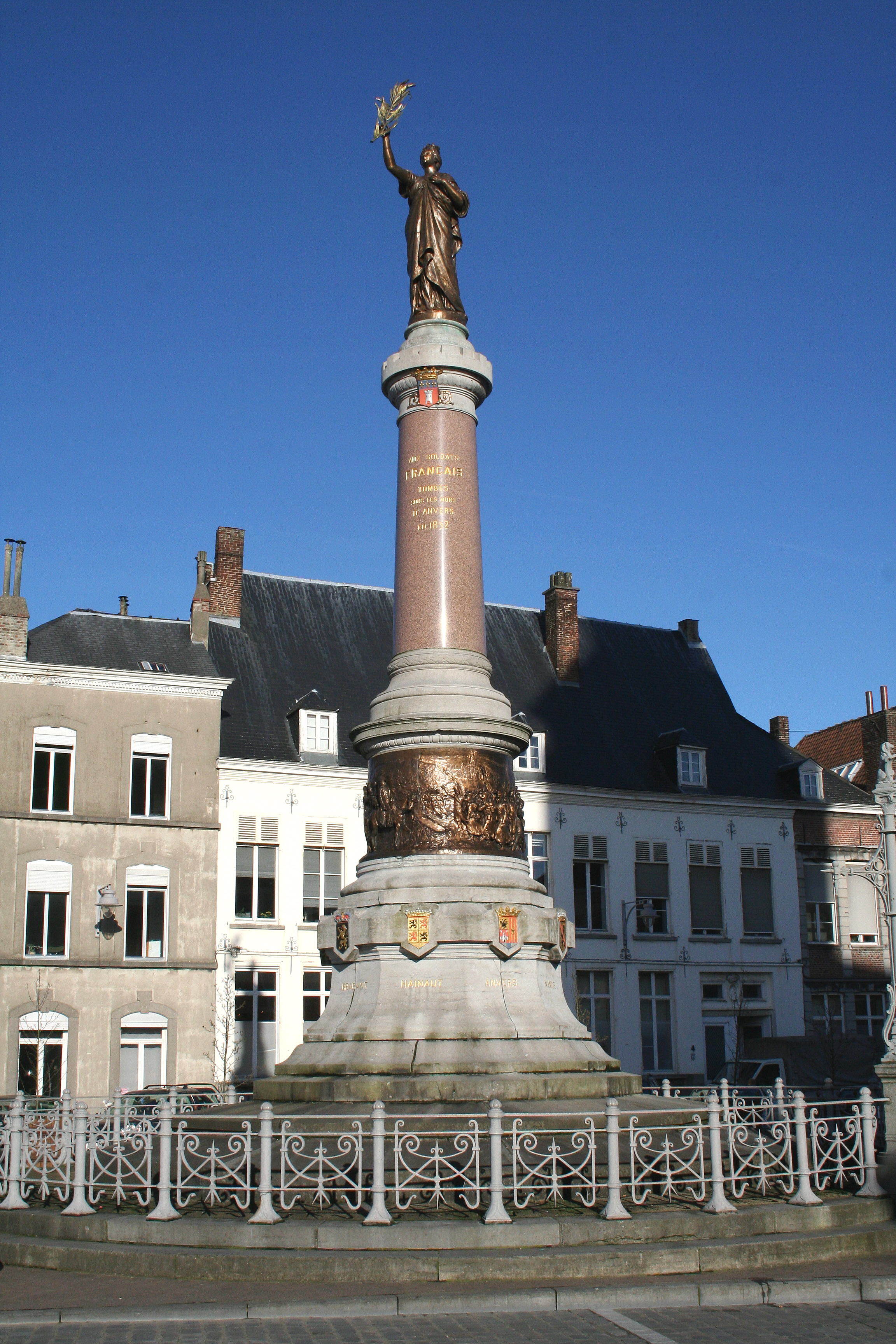
Monument à Tournai rappelant le souvenir des soldats français morts durant le siège de la citadelle d'Anvers en 1832.

Il est promu inspecteur général de son arme et grand officier de la Légion d'honneur : Louis-Philippe Ier le fait commandeur de Saint-Louis le 29 octobre 1828, et le nomme Pair de France le 11 octobre 1832, grand-croix en 1833, conseiller d'État et membre du comité des fortifications. Dans cette instance il prend position contre les forts détachés et pour l'enceinte continue. En 1832, il dirige les travaux et commande le Génie lors du siège de la citadelle d’Anvers. Durant ce siège, Haxo, rompant avec la méthode des sapes et parallèles chère à Vauban et ses successeurs, emploie pour la première fois, de manière massive, les mortiers dont les tirs paraboliques se révèlent très efficaces. Côté assiégeants il y a 64 000 tirs d'artillerie (27 000 boulets, 17 000 obus et 20 000 bombes), nombre record pour l'époque. Grâce à cela, l'imposante citadelle est conquise en cinq semaines seulement. On doit à Haxo le remaniement ou la construction de fortifications à Bitche, Genève, Venise, Mantoue, Peschiera , Rocca d'Anfo, Constantinople et les Dardanelles, Modlin, Dantzig, Grenoble, Besançon (forts de Bregille et Chaudanne), Belfort (Citadelle, camp du Vallon, fort des Barres, mur d'enceinte des faubourgs…), Briançon (fort du Château), Dunkerque, Saint-Omer, Sedan. Ses projets aboutiront aussi à la réalisation du Fort l'Écluse (fort d'en haut) dans l'Ain et du fort des Rousses dans le Jura. Il a travaillé en définitive sur près de soixante sites.

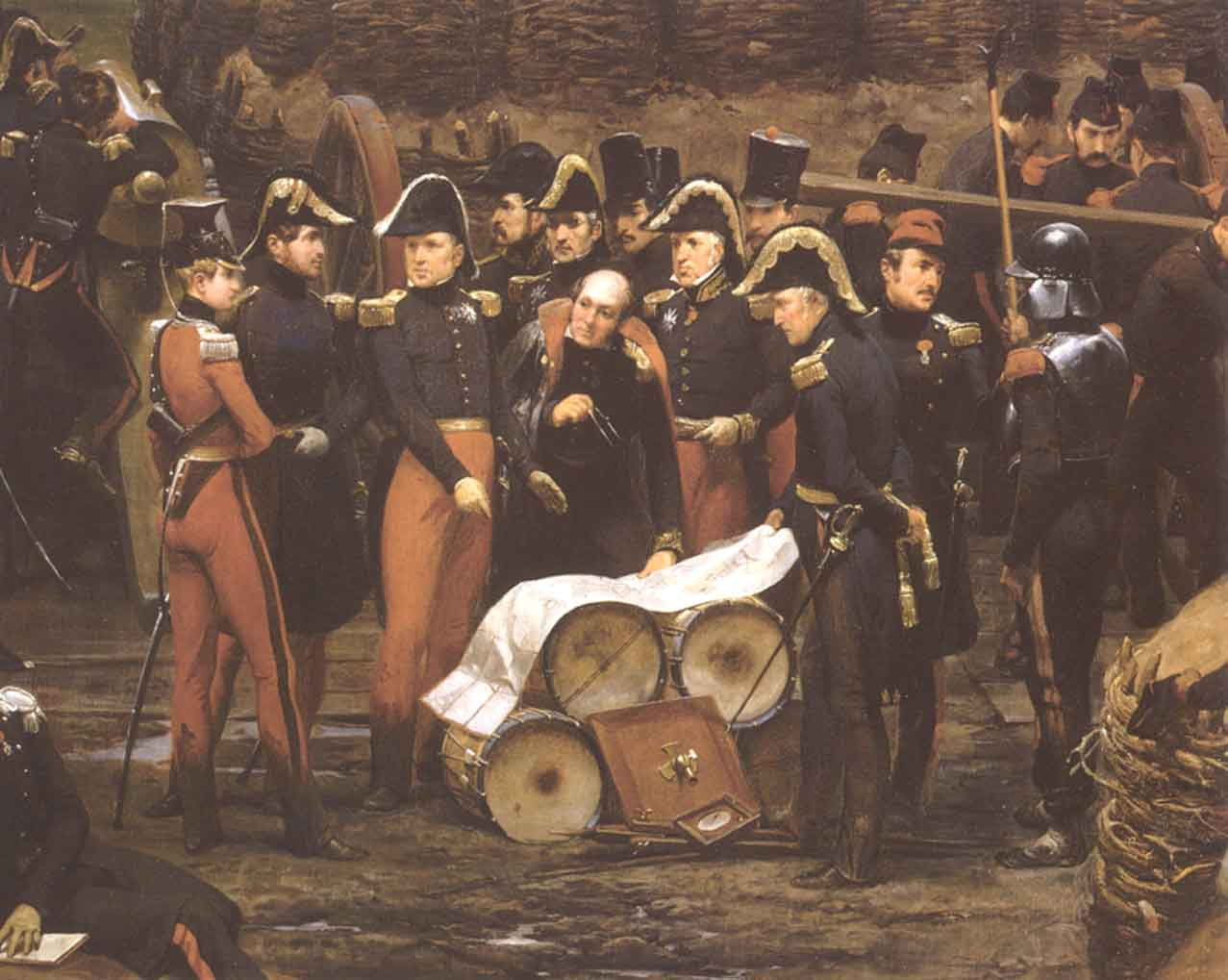
Siège d'Anvers, par Horace Vernet.

C'est lui qui milite entre 1815 et 1830 pour la fortification de la place de Lyon. Après le feu vert de Louis-Philippe, le Comité des fortifications débloque une première somme de 2 400 000 francs et étudie le projet du nouveau directeur supérieur des travaux de défense, le général Hubert Rohault de Fleury. Haxo milite comme toujours pour l'enceinte continue, mais au fil des travaux, Rohault de Fleury va faire émerger son projet personnel, le système Rohault de Fleury, à savoir une ceinture de 19 ouvrages dont 10 forts distants entre eux de 600 à 800 m et situés entre 1 500 et 2 000 m du centre-ville. Cet énorme chantier, la première ceinture fortifiée de Lyon, n'est terminé qu'en 1854 et nécessite un budget de millions de francs. Lyon constitue avec Paris (enceinte de Thiers) le premier exemple français de défense d'une grande ville par des forts détachés, ce qui va à l'encontre des conceptions d'Haxo. Sur Paris, il préconise également l'enceinte continue englobant les faubourgs alors que d'autres experts étaient favorables à un camp retranché constitué de forts permanents défendant une enceinte de sûreté. En 1838 est adopté un plan qui combine les deux options. Les travaux seront terminés en 1845 : Paris est alors dotée de l'enceinte dite de Thiers et de 16 forts détachés qui connaîtront le baptême du feu lors du siège prussien fin 1870-début 1871.

## Le «Vauban duXIXesiècle»
On l'a surnommé « le Vauban du XIXe siècle », distinction qu'il partage ensuite avec Séré de Rivières, parce qu'il renforce ou remet en état une soixantaine de fortifications et citadelles entre 1800 et 1830, en fait construire d'autres comme le fort de Tournoux, et participe à 99 combats et batailles, principalement des sièges. Rejoignant dans l'esprit son illustre prédécesseur, il affirme : « la fortification n'est pas une science, mais seulement un art ». L'académicien Pierre Lebrun déclare : « l'Europe a classé depuis longtemps le général Haxo comme le premier des ingénieurs militaires de ce siècle. L'histoire le nommera après Vauban, ce grand homme qu'il admirait et auquel il ressemblait par plus d'un endroit ». Quant à M. Aubernon, pair de France, il dit de lui : « [Haxo] offre plusieurs traits de ressemblance avec Vauban… il n'est jamais mêlé dans aucune coterie, dans aucune intrigue, il n'est guidé que par l'amour du devoir et de la patrie. Il sait donner à tous des avis dont la franchise égale la justesse et le dévouement ; il montre comme lui une aptitude toute spéciale dans l'art d'appliquer au premier coup d'œil les fortifications au terrain ».  
François Nicolas Benoît Haxo repose au cimetière du Père-Lachaise (28e division). Il a épousé en 1818 Pervenche Éléonore Benjamine Frotier de La Coste-Messelière,, une des filles de Benjamin-Léonor-Louis Frotier de La Coste-Messelière. Celle-ci se remarie en 1843 avec le maréchal Jean-Baptiste Philibert Vaillant, qui fut aide de camp d'Haxo et fut fait prisonnier avec lui à l'issue de la bataille de Kulm.

## La casemate Haxo

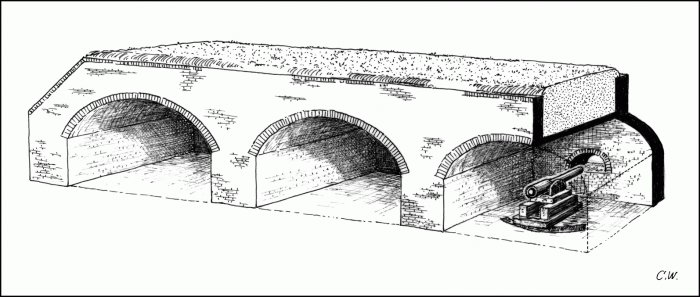
Casemate à 3 positions.

Une casemate d'artillerie à tir direct porte son nom. Haxo l'a conçue lors de son séjour à Dantzig en 1811, en réponse à la nécessité de préserver les positions d'artillerie de place lors des étapes finales d'un éventuel siège. Aménagée dans un parapet et destinée à assurer la protection de ces positions, elle consiste en un alvéole construit en maçonnerie, avec une voute tronconique ouverte à l’arrière, ce qui permet d'évacuer rapidement les fumées de la poudre noire utilisée à l'époque. Sa partie supérieure est protégée par un épais talus de terre  qui absorbe le choc des impacts de projectiles, en formant une sorte de coquille protectrice empêchant la casemate de se disloquer. Ainsi protégée contre le tir vertical, direct et de ricochet, cette batterie permet le service efficace et rapide des pièces d'artillerie lors de tirs de défense cadencés. On trouve des exemplaires de ces casemates dans de nombreuses fortifications : à la citadelle de Belfort, au fort de Bregille (place de Besançon), au fort de Sainte-Foy (Lyon), au fort de l'Île Pelée de Cherbourg, au Fort des Salettes de Briançon, le long de la liaison souterraine entre Villefranche-de-Conflent et Fort Libéria. Le fort Sainte Catherine aux Bermudes est également doté de casemates Haxo.

## Un fort joueur d'échecs
Selon Le Palamède, François Nicolas Benoît Haxo, fort joueur d'échecs, se spécialise dans les « parties sans voir ». Après les victoires napoléoniennes et notamment Iéna en 1806, il affronte et bat le capitaine William Davies Evans, ancien officier de marine britannique, un des meilleurs joueurs d’Angleterre. Dans le contexte tendu de l'époque, c'est une occasion  de « démontrer par A+B » l’innocuité de son gambit.

## Honneurs, titres, décorations
- 1811 : Baron d'Empire : 13 mars 1811[11],[12]
- 1828 : Commandeur de Saint-Louis[13]
- 1832 : Pair de France[11]

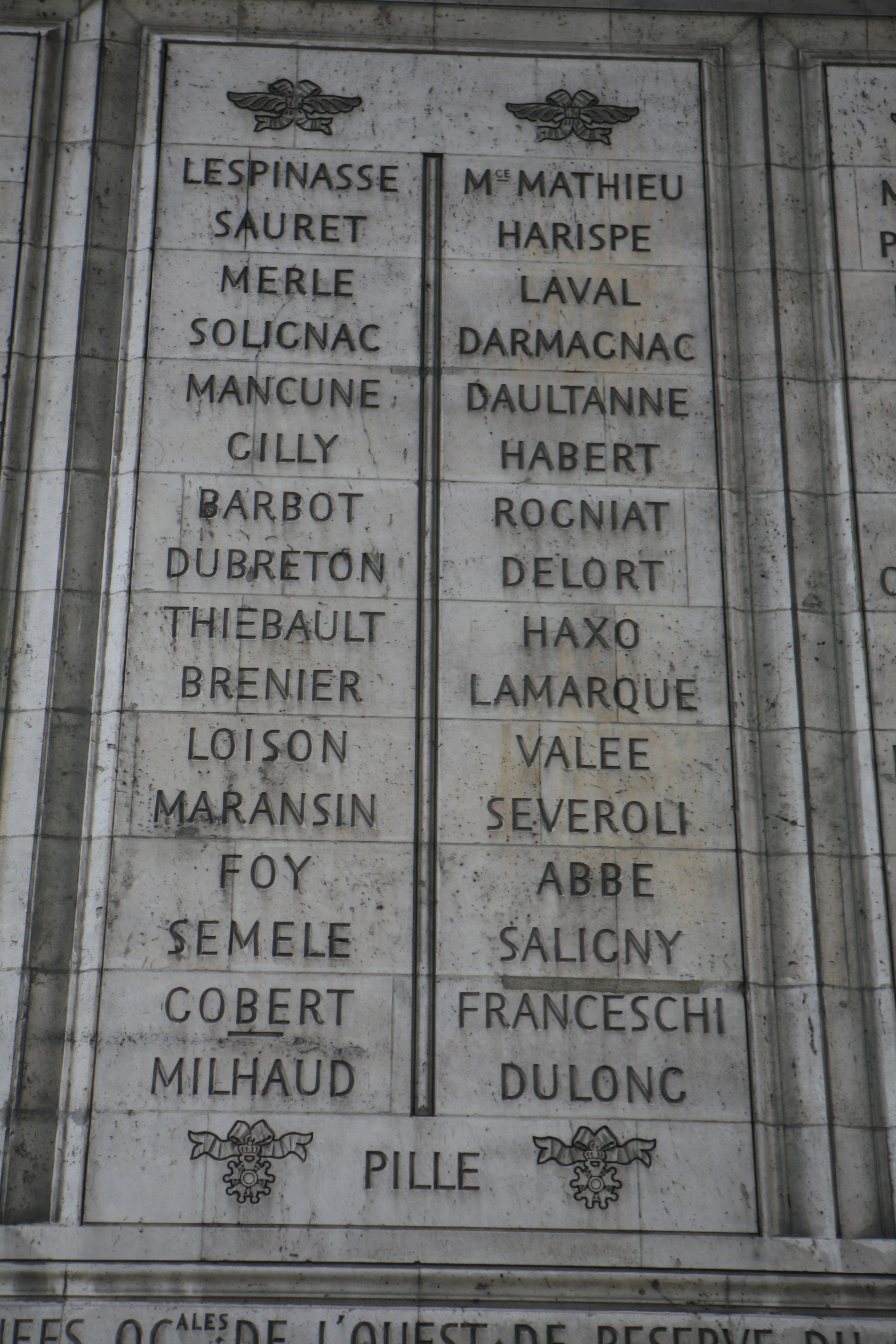
Noms gravés sous l'arc de triomphe de l'Étoile : pilier Ouest, 35e et.

- 1833 : Grand croix de la Légion d'honneur[13]
- 1833 : Grand cordon de l'Ordre de Léopold de Belgique[13]
- Son nom apparaît sur l'Arc de triomphe de l'Étoile

## Hommages
- Une rue de Paris porte son patronyme dans le XIXe et le XXe arrondissements depuis 1865, et d'autres à Marseille, à Nancy, Lunéville, Grenoble et Belfort.
- Une station à son nom a été construite pour le métro parisien, mais n'a jamais été ouverte.
- La caserne du 170e régiment d'infanterie à Golbey (banlieue d'Épinal, Vosges) s'appelle caserne Haxo.
- La 9e promotion de l'École Nationale Supérieure des Ingénieurs de l'infrastructure Militaire (ENSIM) porte son nom.

## Galerie de photographies

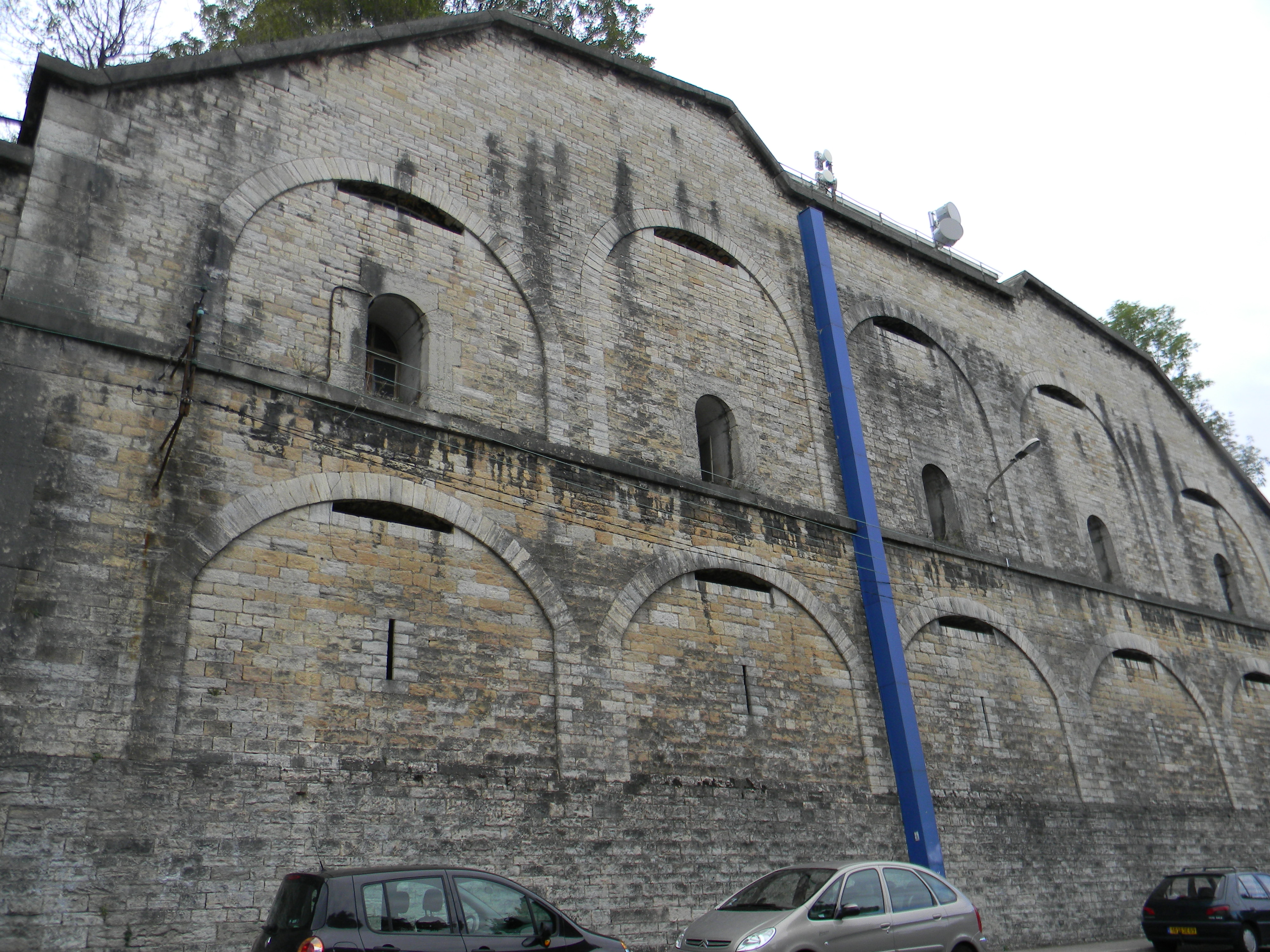
Casemates du fort de Ste Foy à Lyon.